# 飯田城 (信濃国)
飯田城（いいだじょう）は、長野県飯田市にあった日本の城（平山城）。江戸時代には飯田藩の藩庁が置かれた。

## 概要
13世紀初めに信濃国伊那郡郡戸荘飯田郷の地頭坂西（ばんざい）氏により築かれたといわれる。天正10年（1582年）3月の武田氏滅亡後、伊那郡は織田家臣・毛利長秀に与えられ、長秀は飯田城を拠点に伊那郡支配を行う。同年6月の本能寺の変により発生した天正壬午の乱を経て、三河国の徳川家康の支援を得た下条頼安が飯田城を掌握し、後に菅沼定利が入城した。徳川勢の関東移封後には、再び毛利秀頼が入り、その娘婿の京極高知に継承され、この頃に近世城郭としての姿が整えられた。江戸時代になると小笠原氏1代、脇坂氏2代と続き、寛文12（1642年）堀親昌が2万石で下野烏山より入封し、以後明治維新まで飯田城に居を構えた。

## 歴史

### 鎌倉時代
坂西氏が飯田に入部。坂西氏は始め松原宿（飯田市上飯田）のあたりに住居をおき、のちに飯坂（飯田市愛宕）に愛宕城（飯坂城）を構えた。坂西氏の出自ははっきりしない。地頭として飯田に来たとも言われるが南北朝時代まで飯田郷の地頭は阿曽沼氏であり、坂西氏は庄官ですらなかった可能性もある。四国阿波の坂西氏とどんな関係があるのかはわからず、阿波守護であった小笠原氏と何らかの関係があったとも言われる。

### 室町時代
坂西氏はより広い用地をもち展望のきく要害の地を求めて、飯田城を築いて移った。このときその地は山伏（修験者）の修行場となっていたので、愛宕城の土地と交換したといわれる。

### 武田氏時代
1554年（天文23年）武田信玄が下伊那に侵入し、以後30年間武田氏の領となる。武田氏は南三河国に侵攻するため高遠・大島・飯田を拡張して重要な本拠地としたので、飯田城には武田氏式築城様式が残っている。
1562年秋山虎繁が城主になるが1573年の岩村城主就任に伴い坂西織部亮が城主となる。

### 織田・豊臣氏時代
天正10年（1582年）2月に開始された織田信長・徳川家康連合軍の甲州征伐に際して2月14日には織田信忠による攻勢を受けて城将保科正俊、坂西織部亮、小幡因幡守が高遠城へ逃亡している（『信長公記』『甲乱記』）。

## 構造
城は天竜川の支流の松川と野底川にはさまれた河岸段丘の先端部分を利用して築かれた平山城である。
縄張は、城郭の東部に本丸を置き、断崖に面して西部に向かって二の丸、桜丸、出丸と曲輪を配していた。建造物としては、東西南北100mの規模で土塀に囲まれた本丸御殿を中心に、7棟の建物が建てられていた。

## 遺構
明治維新後は城内に筑摩県の飯田支庁が置かれた。飯田城の遺構はほとんど残っていないが、本丸跡は1880年（明治13年）に創建された長姫神社の境内となり、石塁・空堀・土塁の一部が残っている。二の丸跡には1921年（大正10年）から1982年（昭和57年）まで飯田長姫高校があり、長姫高校の鼎町移転後の1989年（平成元年）から飯田市美術博物館がある。藩主の居館のあった桜丸跡は長野県飯田合同庁舎として利用され、僅かに桜丸水の手門の石垣が残っている。
建物としては、赤門とも呼ばれる飯田城「桜丸御門」が城内に、桜丸の「薬医門」が飯田市上郷別府の経蔵寺に、「馬場調練場の門（脇坂門）」が飯田市馬場町3丁目地内に、それぞれ移築されている。また、文禄年間の建築ともいわれる「八間門」が飯田市松尾久井の民家に移築されて現存する。

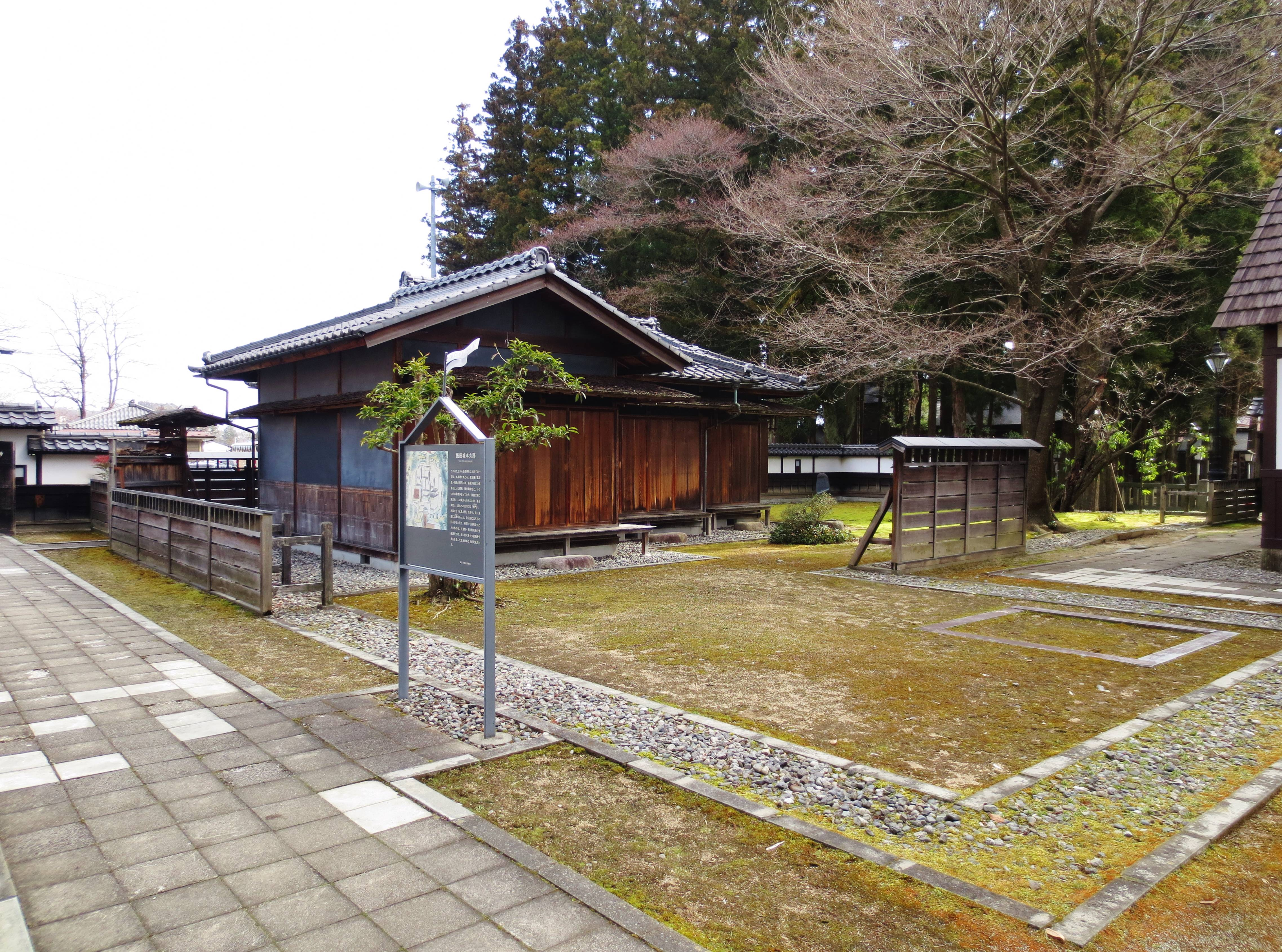
本丸跡
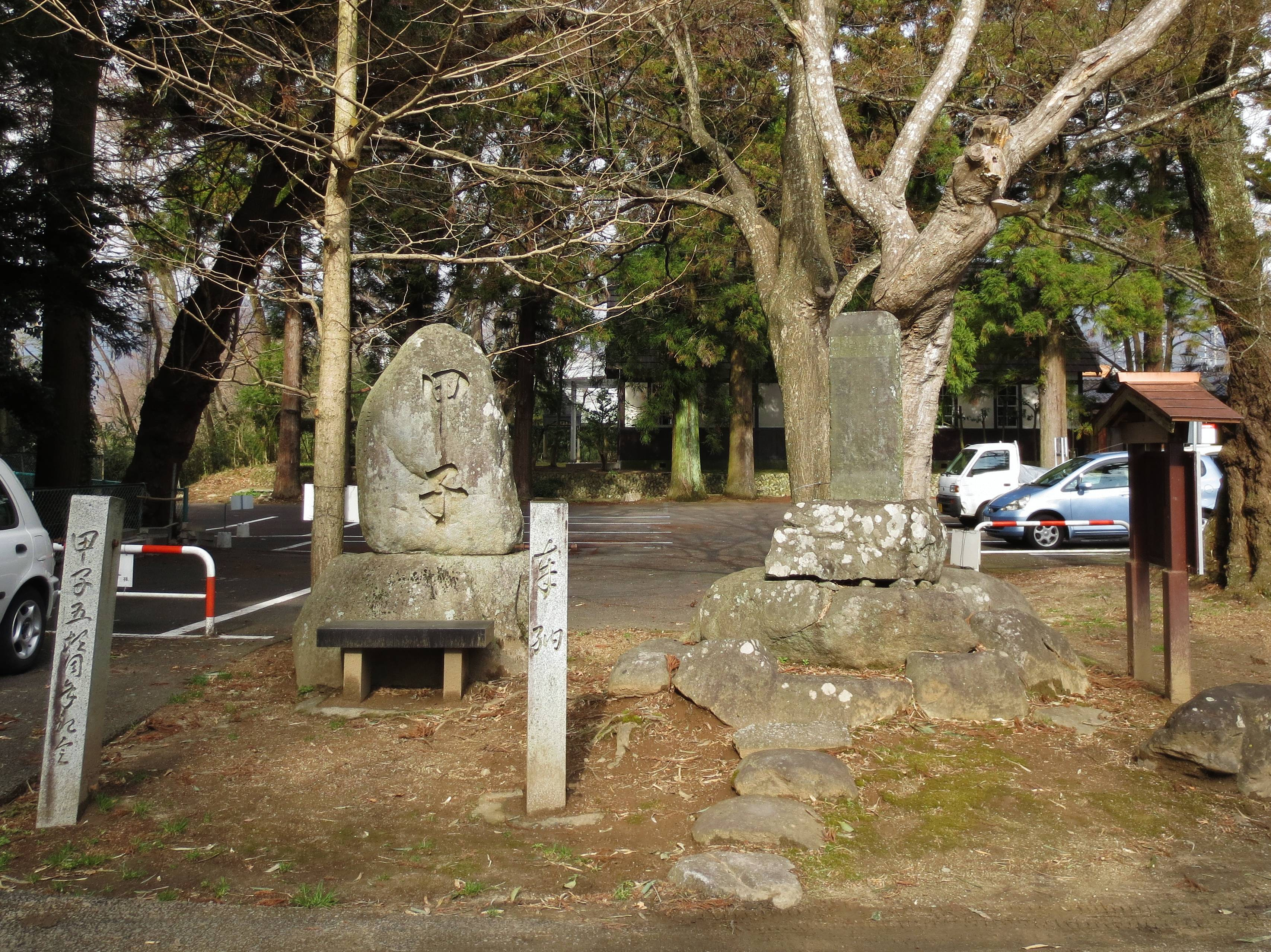
観耕亭碑
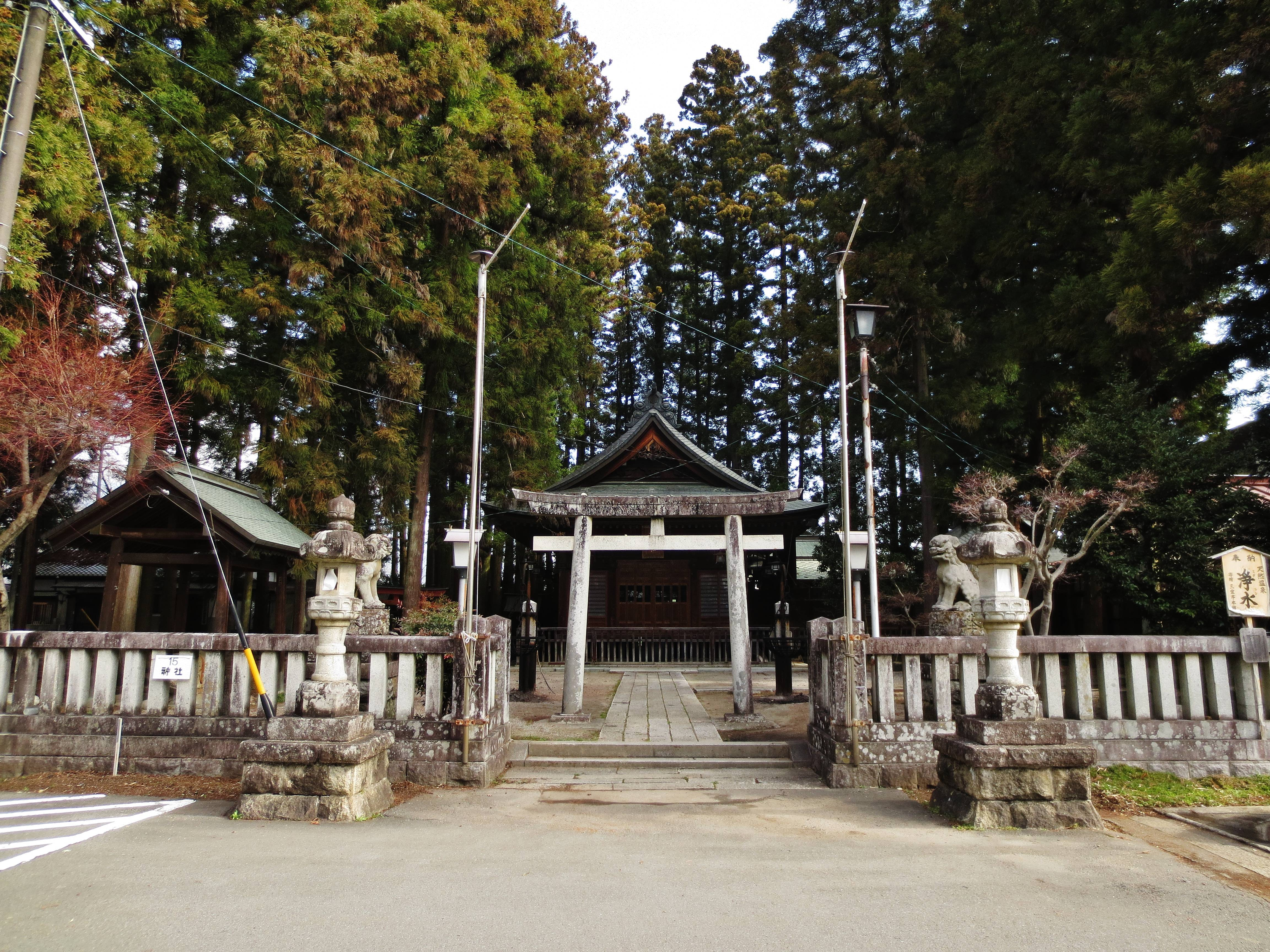
長姫神社
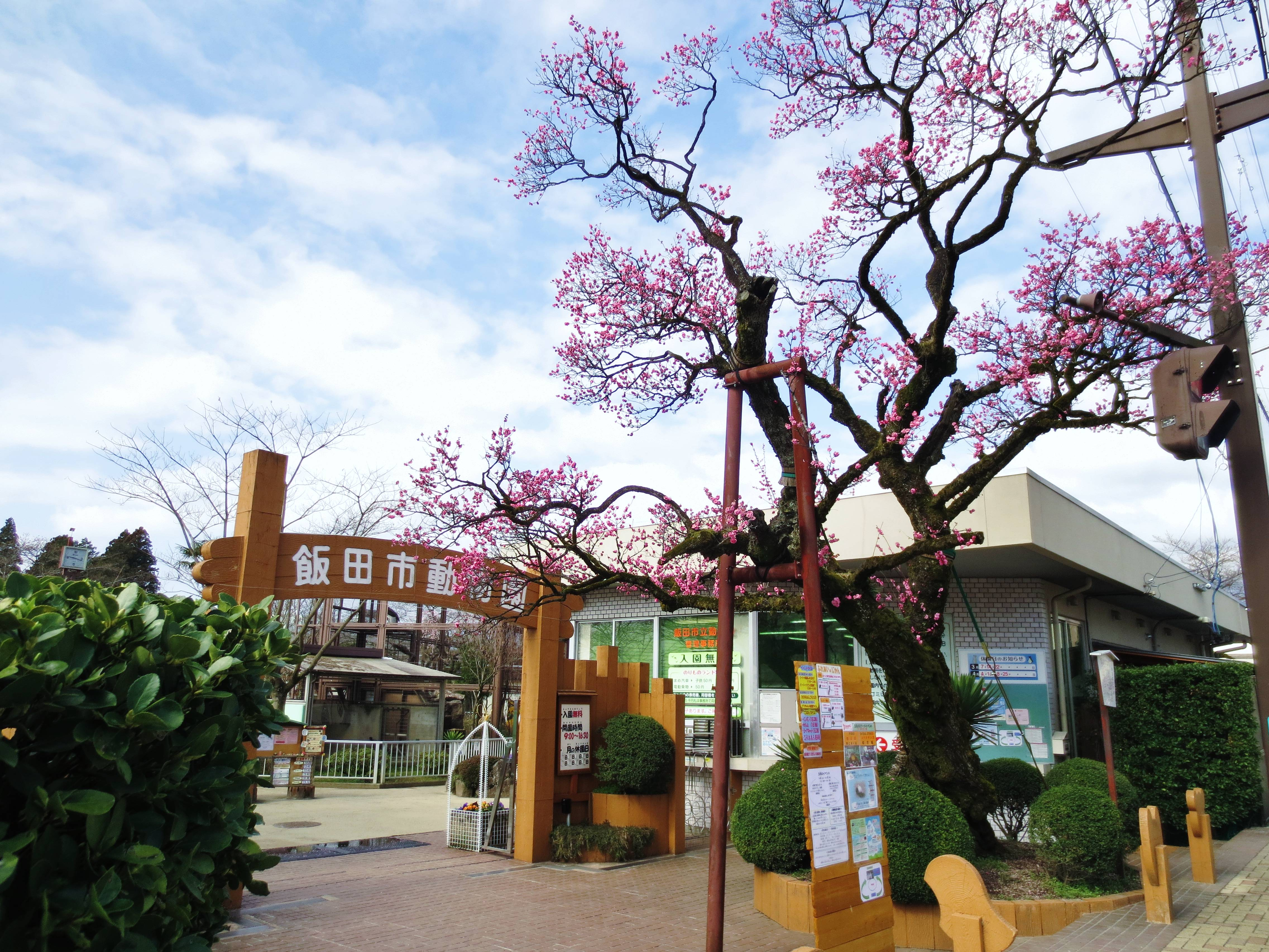
飯田城の紅梅（飯田市立動物園）
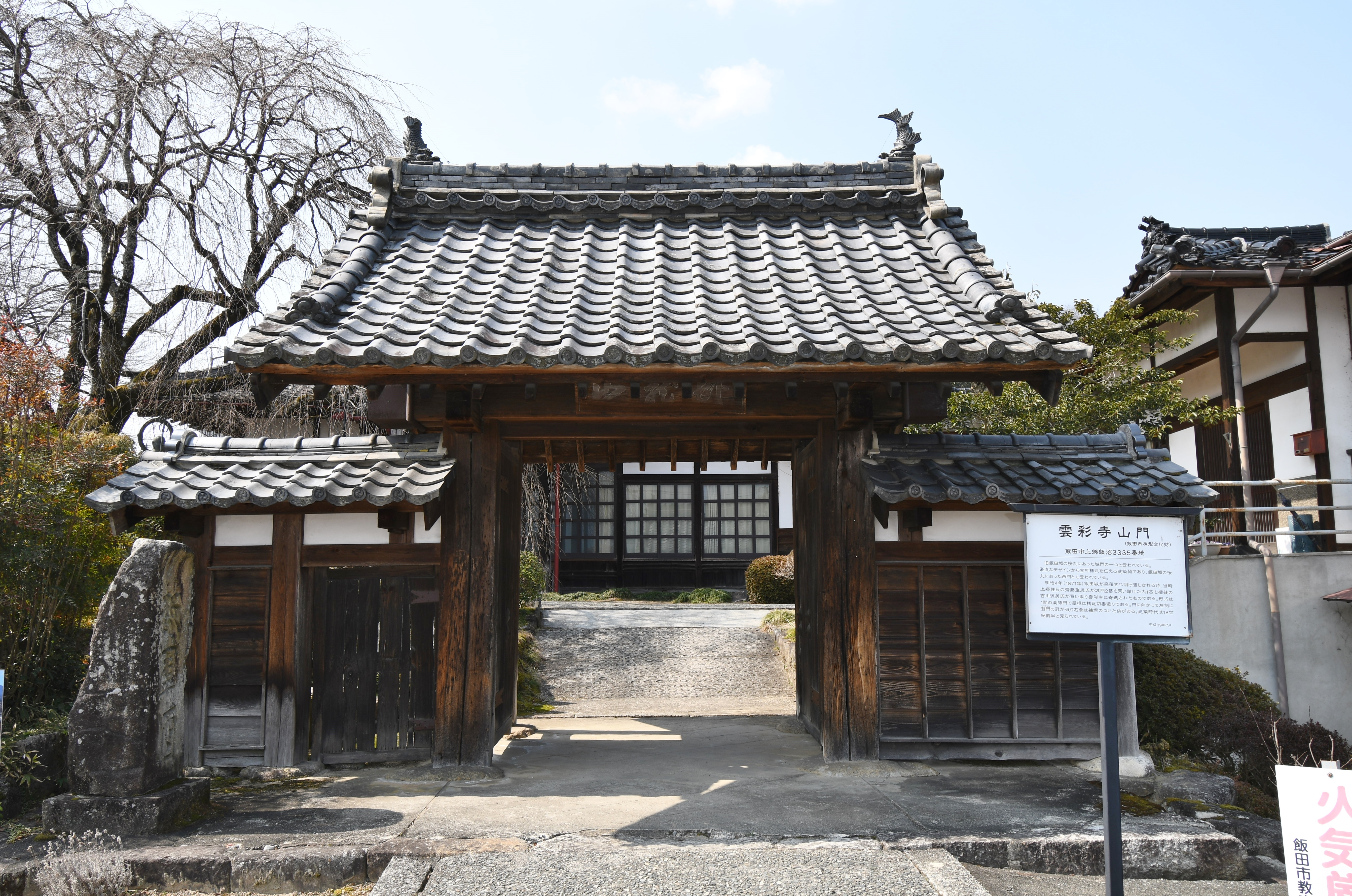
旧桜丸西門（雲彩寺山門）

### 桜丸御門

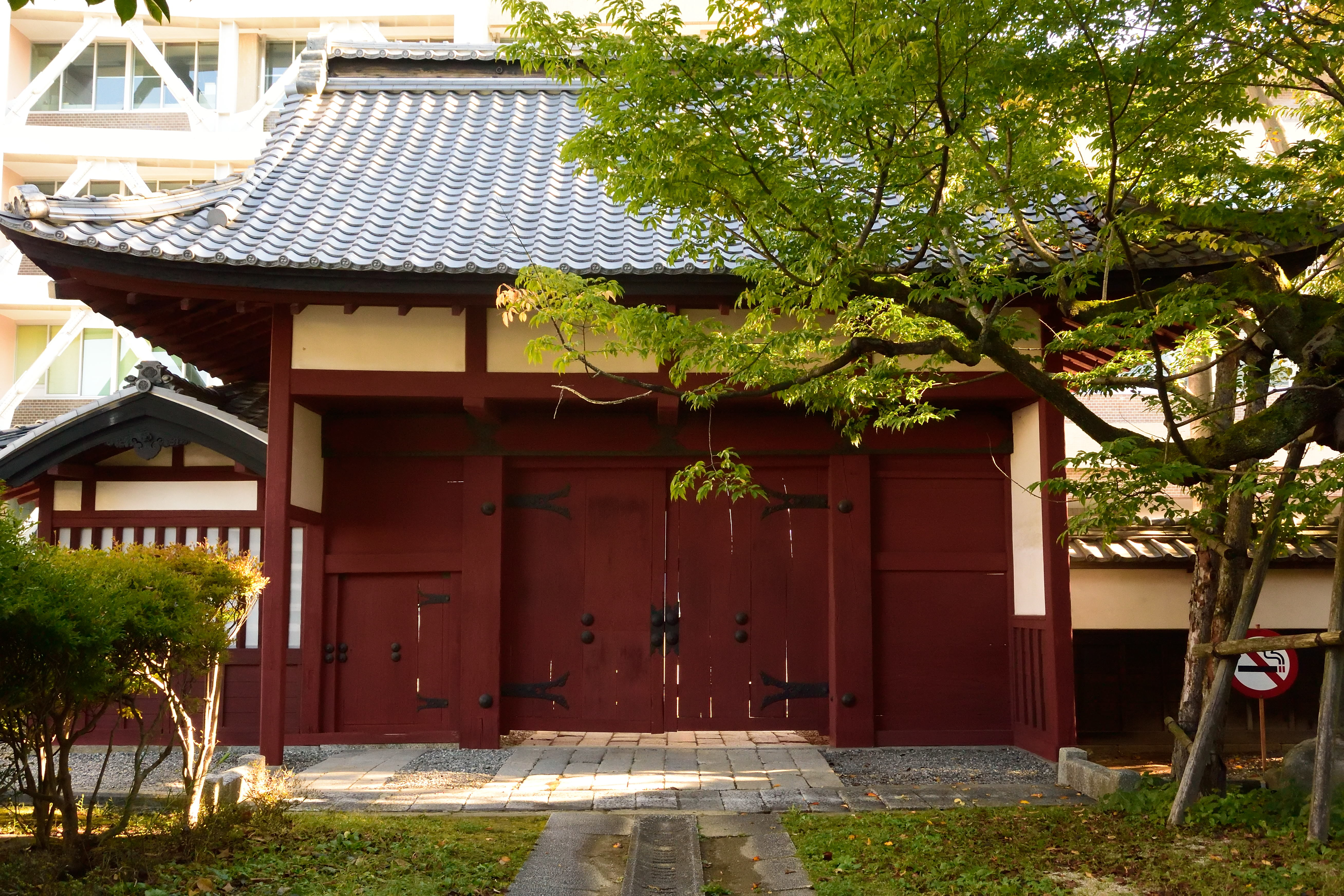
飯田城桜丸御門（赤門）

飯田城桜丸御門は桜丸の正門であり、塗られた弁柄の色から「赤門」とも呼ばれている。宝暦3年（1753年）8月に工事が開始され、宝暦4年（1754年）に完成した。屋根は入母屋造であり、妻飾は狐格子と蔐懸魚（かぶらげぎょ）とする。間口の中央に2枚の開板戸があり、追手町小学校から見て左側に小さなくぐり板戸がつけられている。門の脇には別屋根が架けられた番所が突きだしているが、このような例は長野県唯一である。飯田城に関連する建築物としては、唯一桜丸御門だけが建築当時と同じ場所に所在する。長野県で建築当時と同じ場所に所在する城門は、小諸城の大手門と三の門（ともに国の重要文化財）、上田城の藩主居館表門（上田市指定文化財）、飯田城の桜丸御門の4例のみである。
明治時代の廃藩置県後には飯田城の構造物の大半が取り壊されたが、桜丸御門は取り壊されることなく生き残った。飯田県庁舎、筑摩県飯田支所、下伊那郡役所、下伊那地方事務所の正門として用いられていた。1971年（昭和46年）に長野県飯田合同庁舎が完成すると、通用門としての役目を終えたが、地元の要望でそのまま残された。1985年（昭和60年）には土台や塀の修理、色の塗り替えなどの大改修が行われ、同年11月20日には飯田市有形文化財に指定された。その時から扉が開けられることは一度もなかったが、桜丸御殿の夫婦桜が見ごろになるのに合わせて、1999年（平成11年）3月には14年ぶりに開門された。

### 桜丸御殿の夫婦桜
飯田藩初代藩主の脇坂安元（飯田藩主1617年-1654年）は無類の桜好きであり、「弥陀の四十八願の桜」として飯田藩内の寺院や祠に多数の桜を植えている。嗣子である脇坂安経の死後、脇坂安元が養子として脇坂安利を迎えた際には、御殿の庭園の中心に2本の桜を植えた。「娘と婿殿の婚礼のために植えるのだから、仲良く近くに植えた方がいい」との配慮から、2本の桜を近くに植えたのである。
脇坂安元や庭師は2本ともシダレザクラであると思い込んでいたが、実は片方がシダレザクラ、もう一方は（枝垂れない）エドヒガンだった。近くに植えすぎた2本の桜は次第に根元が結合し、「夫婦桜」（めおとざくら）と呼ばれるようになった。1本の桜が2種類の花を咲き分けているように見えるのが特徴である。シダレザクラとエドヒガンの2種が合体しているのはとても珍しいとされる。2012年時点の推定樹齢は400年。高さは20メートル、根元の幹回りは10メートル。

## 城下町

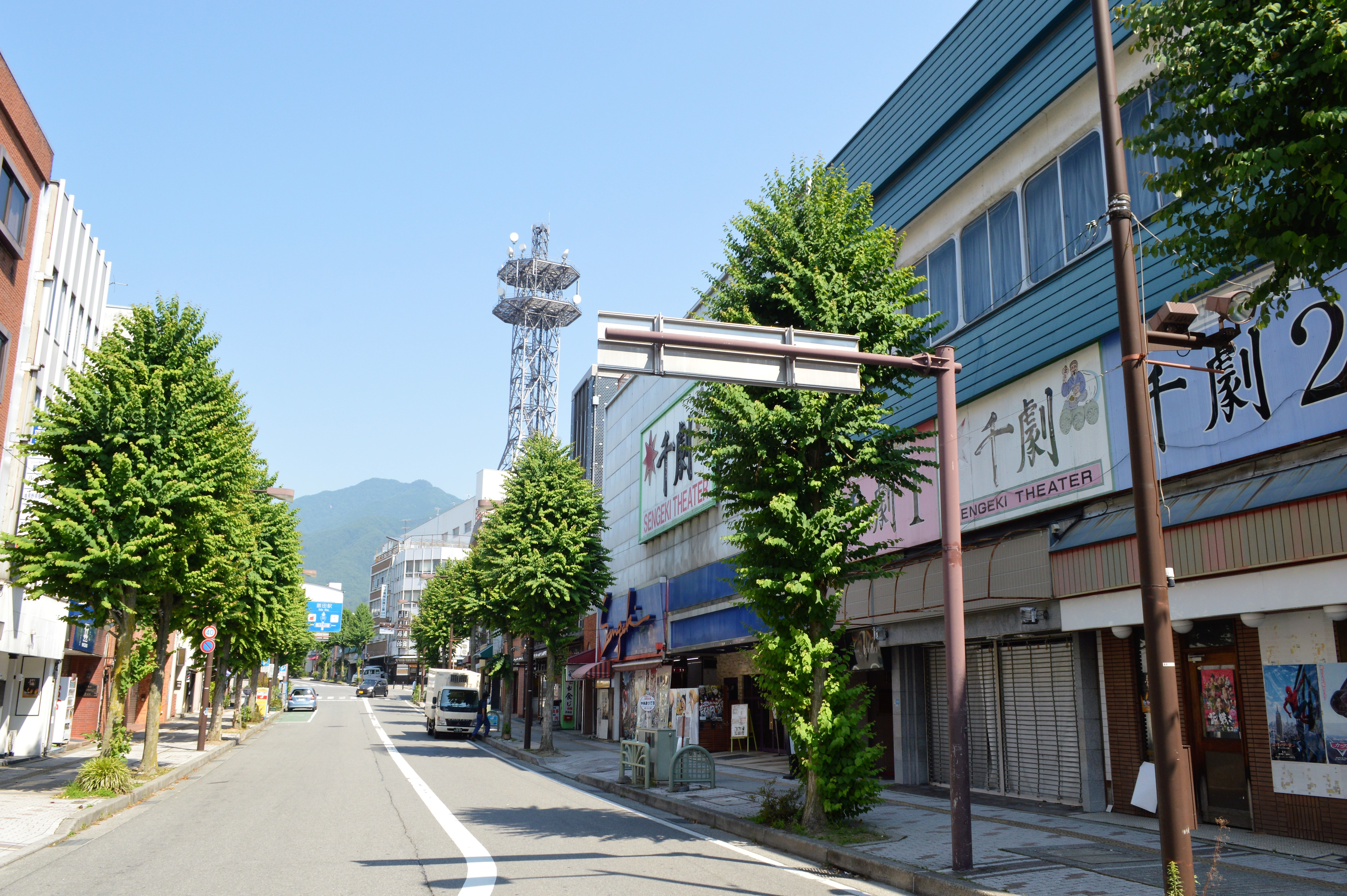
飯田城下町

城下は谷川橋を境に橋北5町、橋南13町に別れ、前者が三州街道の宿場町の機能を担った。
問屋は伝馬町と桜町にあり、月初めの10日は伝馬町が、残り20日は桜町が伝馬役を務めた。
江戸時代中期からは中馬輸送の中継地として栄え、「入馬千匹、出馬千匹」と謳われるほど人馬や物資で賑わった。
宝暦3年（1753年）の『千曲之真砂』（瀬下敬忠）には「堀大和守様御城下、高二万石、むかしは大家の御城下のよし、町続きはよく、碁盤割にして、京師をみるがごとく、入口旅籠町あり、それを通り抜けて、谷川といふ橋を渡りて、本町に入る。それより御城大手の前へ懸り、御城は町の左のかたにあり、甚だ賑々しき町也」と、当時の様子が賞賛された。
そのため「南信の小京都」と称されることもあり、かつて全国京都会議に加盟していたこともある。

### 飯田最古の道標
大横町と殿町の角にある道標。1596年（慶長元年）に建立。現在のものは1879年（明治12年）再建。花崗岩の四角柱で高さ37センチ。東面「今宮　白山　入口」、南面「右　善光寺　甲州」、西面「左　ぜんこうじ」、北面「右　大平木曽　左　三州」と刻まれている。